# G7
G7, дослівно Група Семи (англ. Group of Seven, у минулому G6 (Група Шести) та G8 (Група Восьми) — міжнародний клуб урядів семи високорозвинених країн світу (США, Японія, Німеччина, Велика Британія, Франція, Італія, Канада).
Лідери цих країн регулярно зустрічаються для обговорення спільних економічних проблем і намагаються узгоджувати свою економічну політику. Крім них у зустрічах бере участь Європейський Союз, проте без права голосувати за проведення щорічних зборів. Щороку група проводить зустріч глав урядів, численні допоміжні зустрічі та політичні дослідження. Міністри країн G7 зустрічаються протягом року. Зокрема, міністри фінансів G7 проводять зустрічі чотири рази на рік. Також відбуваються щорічні зустрічі міністрів з питань зовнішньоекономічної політики та міністрів з питань охорони навколишнього середовища.
Країна-президент групи змінюється щороку в такому порядку: Франція, Сполучені Штати, Велика Британія, Німеччина, Японія, Італія та Канада. Країна-голова приймає на своїй території учасників щорічних зборів та оголошує порядок денний. Останнім часом Велика Британія та Франція висловлюють бажання розширити групу та включити до неї п'ять країн, що розвиваються, так звану «Групу +5»: Бразилію, Китай, Індію, Мексику та Південну Африку. Це зумовлено зростанням політичного впливу цих держав. Ці країни брали участь у попередніх зустрічах як гості, такі зустрічі називають «G7+5».
За станом на 2025-й рік жодна з них не приєднана до G7. Через це вплив «Групи семи» зменшується. Натомість частіше відбуваються зустрічі «Групи двадцяти», що реальніше відбиває стан політико-економічного життя світу.

## Історія
Концепція створення форуму найбільших у світі індустріалізованих демократичних держав виникла після нафтової кризи 1973 року та подальшого глобального спаду. У 1974 Сполучені Штати сформували Бібліотечну Групу, неформальну зустріч керівників фінансових відомств Сполучених Штатів, Західної Німеччини, Японії та Франції для обговорення економічних проблем.
У 1975 французький президент Валері Жискар д'Естен запросив очільників урядів Західної Німеччини, Італії, Японії, Великої Британії та Сполучених Штатів до саміту в Рамбульє і запропонував регулярні зустрічі. Учасники погодились на щорічні зустрічі, організовані керівництвом, яке щорічно змінюється по циклу. Це формування отримало назву Група Шести (G6). На саміті в Пуерто-Рико 1976 року за пропозицією президента США Джеральда Форда та канцлера Німеччини Гельмута Шмідта до групи приєдналася Канада, що змінило назву організації на Групу семи.

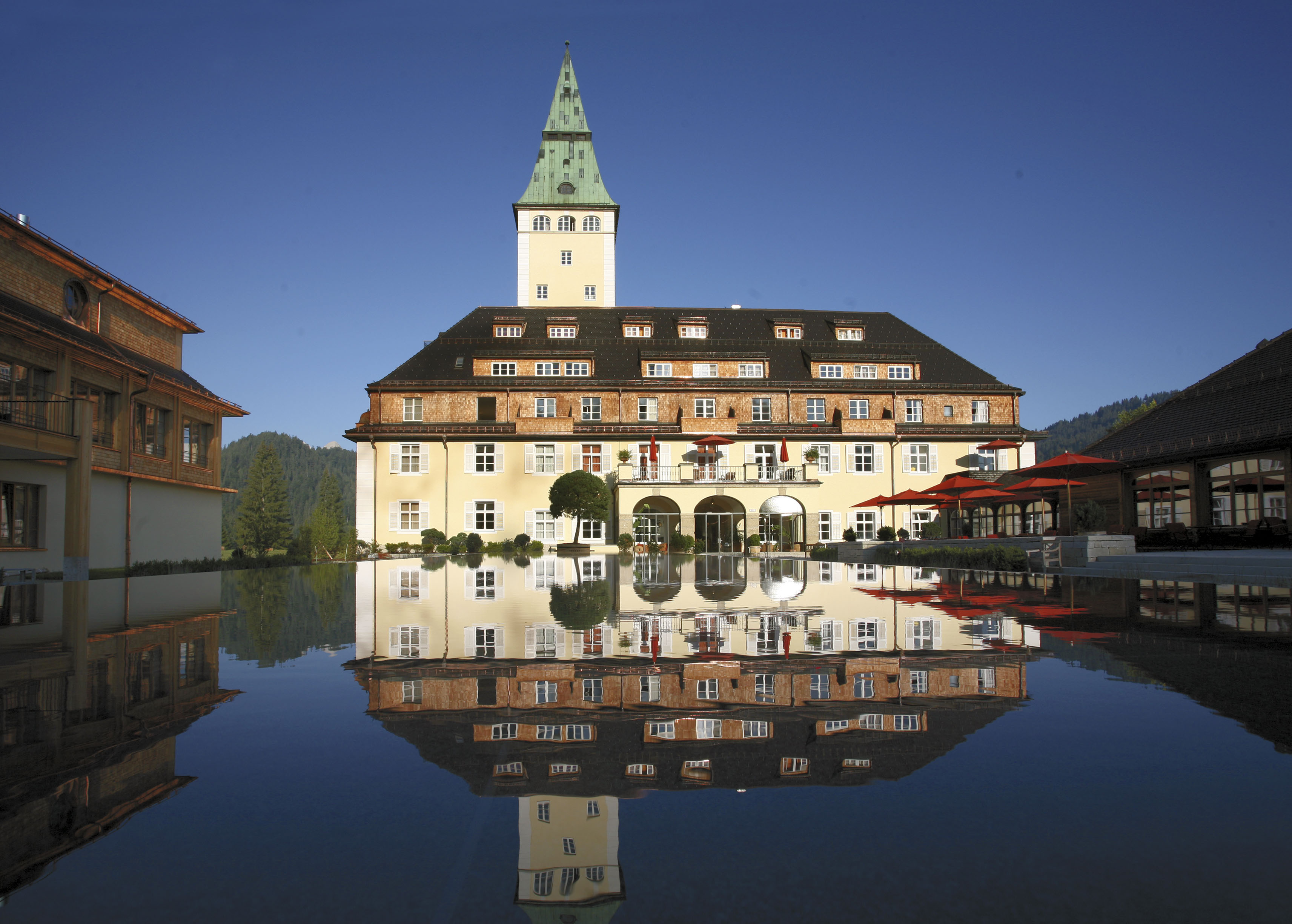
Замок Ельмау, місце проведення 41-го саміту (2015)

У 1991, після закінчення холодної війни, СРСР, а потім Росія, почали зустрічі з G7. Із саміту 1994 року в Неаполі група стала відомою як P8 (Політична вісімка) або «G7 плюс 1». За ініціативою президента США Білла Клінтона Росії дозволили брати більшу участь, починаючи з 1997, коли група отримала назву Група Восьми або G8. Економіку Росії Міжнародний валютний фонд станом на квітень 2012 року зараховував до країн, що розвиваються.
2014 через військову агресію Росії щодо України держави G7 призупинили підготовку до саміту Групи восьми в Сочі, запланованого на червень 2014.
|  | "Вісімка" могла мати сенс, тому що її ідеєю було зібрати країни-однодумці, але тепер ми не можемо говорити про країни-однодумці, коли одна країна анексує частину іншої |

 — сказав глава Єврокомісії Жозе Мануель Баррозу і нагадав, що члени «сімки» вирішили провести свій саміт у Брюсселі в ті ж дні, коли повинен був відбутися саміт «вісімки» в Сочі.
У спільній заяві на саміті в Брюсселі 4 червня 2014 лідери G7 засудили Росію за порушення суверенітету України. Вони також заявили, що готові запровадити нові санкції проти Росії через її дії в Україні.
У серпні 2019 року Трамп заявив, що можливе повернення РФ до Великої сімки було б вигідним. Він заявив, що ведеться робота з повернення Росії до G7.
У травні 2023 року, в ході 49-го саміту в Хіросімі (Японія), було заявлено, що країни G7 продовжать військову, фінансову та дипломатичну підтримку України, щоб забезпечити поразку рф. Також було зазначено, що країни Групи семи (G7) продовжать постачання Україні зброї навіть у разі завершення військових дій.

## Структура та діяльність
Група семи (G7) створювалась як неформальний форум, тому у неї немає адміністративної структури, на відміну від інших міжнародних організацій, таких як ООН чи Світовий Банк. Група G7 не має постійного секретаріату чи кабінетів для учасників.
Після саміту на той час Група восьми 2008 року, група могла б змінити назву на G9, оскільки президент Єврокомісії брав участь як рівний учасник у всіх заходах саміту.
Президентство у групі ротується серед країн-учасниць на річний термін, що починається з 1 січня. Країна-президент групи відповідає за планування та проведення серій зустрічей на міністерському рівні, керує на саміті голів урядів, що проводиться посеред року.
Зустрічі міністрів збирають разом міністрів з метою обговорення питань, що складають взаємний або глобальний інтерес. Обговорюються теми здоров'я, втілення у життя законів, праці, економічного та соціального розвитку, енергетики, навколишнього середовища, зовнішньоекономічних відносин, правосуддя та питань внутрішньої політики, тероризму та торгівлі. Також проводилися окремі серії зустрічей, так звані «8+5» (на той час), започатковані у 2005 році на саміті у Шотландії, які відвідували міністри фінансів та енергетики усіх восьми (на той час) країн-учасниць групи, а також Бразилії, Китаю, Індії, Мексики та Південної Африки.
У червні 2005 міністри юстиції та міністри внутрішніх справ країн групи G8 (на той час) погодили створення міжнародної бази даних педофілів. Представники G8 також створили спільну базу даних щодо тероризму, який заборонений законодавчо в окремих країнах.

## Глобальне потепління та енергетика
На саміті 2007 року G8 (на той час) підтримала пропозицію ЄС щодо всесвітньої ініціативи з ефективного використання енергії. Вони погодили проведення досліджень спільно з Міжнародним енергетичним агентством (IEA) та міжнародних заходів щодо сприяння ефективному використанню енергоресурсів. Рік потому, 8 червня 2008, G8 разом з Китаєм, Індією, Південною Кореєю та Європейською Співдружністю заснували Міжнародне партнерство з кооперації ефективного використання енергетичних ресурсів (IPEEC) на зустрічі міністрів енергетики, що проходила у Японії.
Міністри фінансів у рамках підготовки до 34-го саміту керівників країн та урядів країн Великої вісімки (на той час) у Тояко (острів Хокайдо) зустрілись в Осаці (Японія) 13-14 червня 2008, де погодили «План дій країн Великої вісімки щодо кліматичних змін з метою посилення відповідальності приватних та фінансових інституцій». На закритті зустрічі міністри підтримали створення нових Кліматичних інвестиційних фондів (CIFs) Світовим Банком, які допомагатимуть наявним зусиллям до 2012 року, після чого вони об'єднаються в новій структурі під Рамковою конвенцією ООН щодо кліматичних змін (UNFCCC).

## Лідери

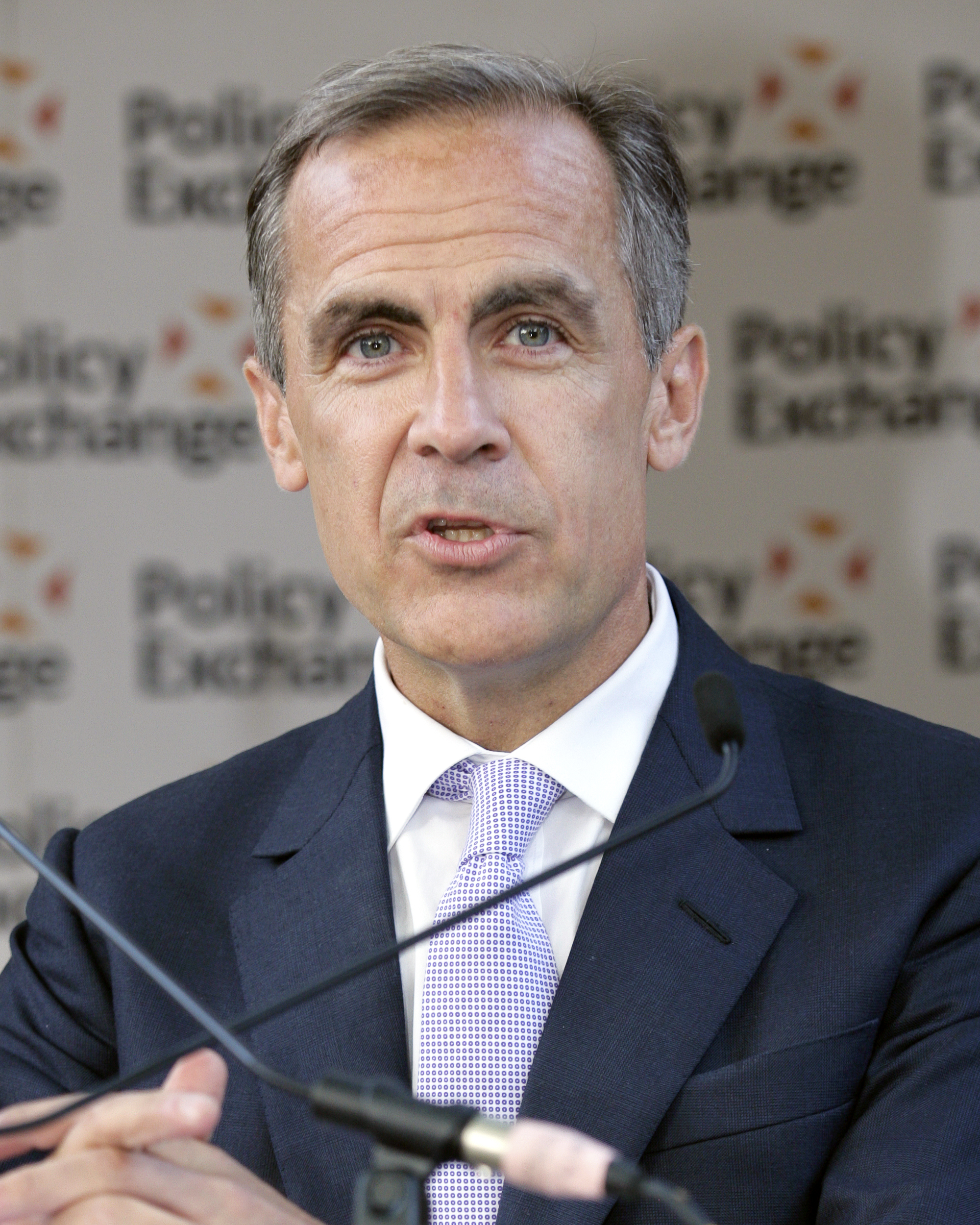
CAN Марк Карні, Прем'єр-міністр
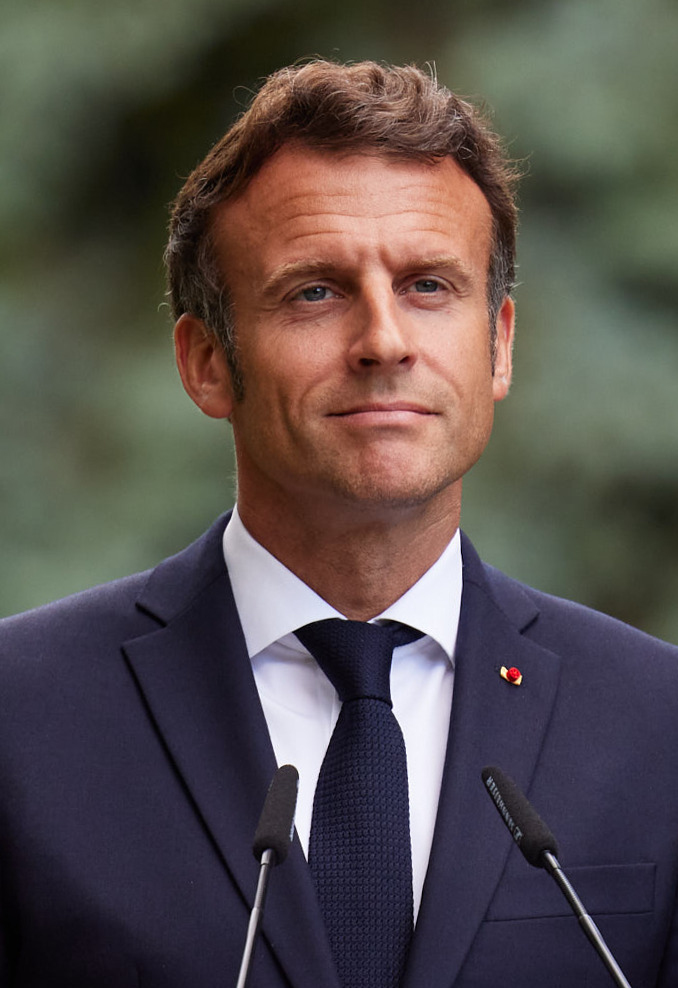
FRA Еммануель Макрон, Президент
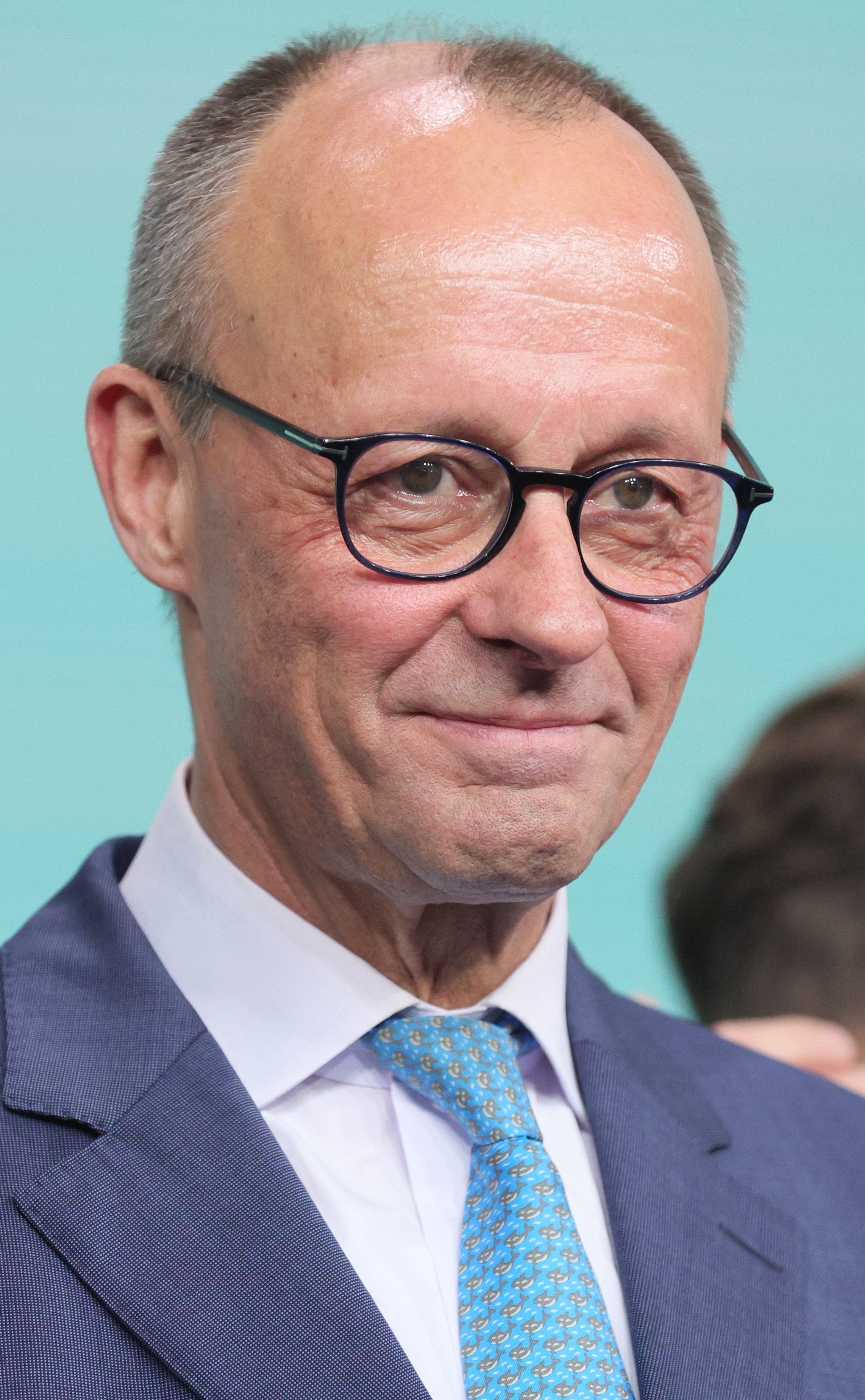
DEU Фрідріх Мерц, Канцлер
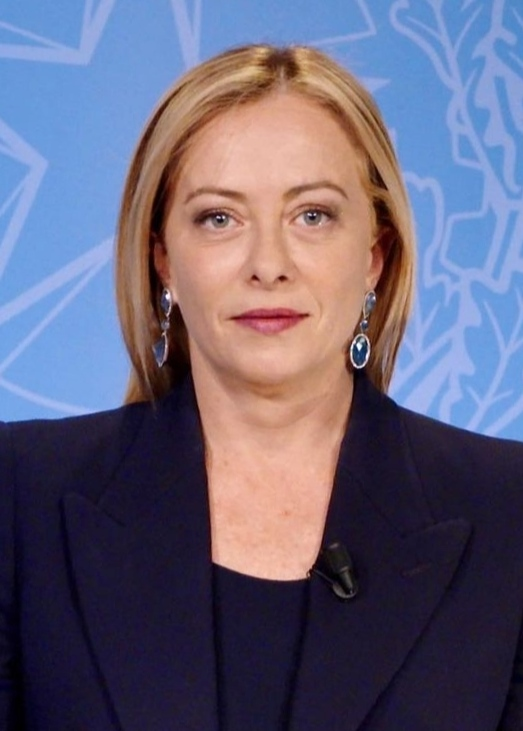
ITA Джорджа Мелоні, Прем'єр-міністр
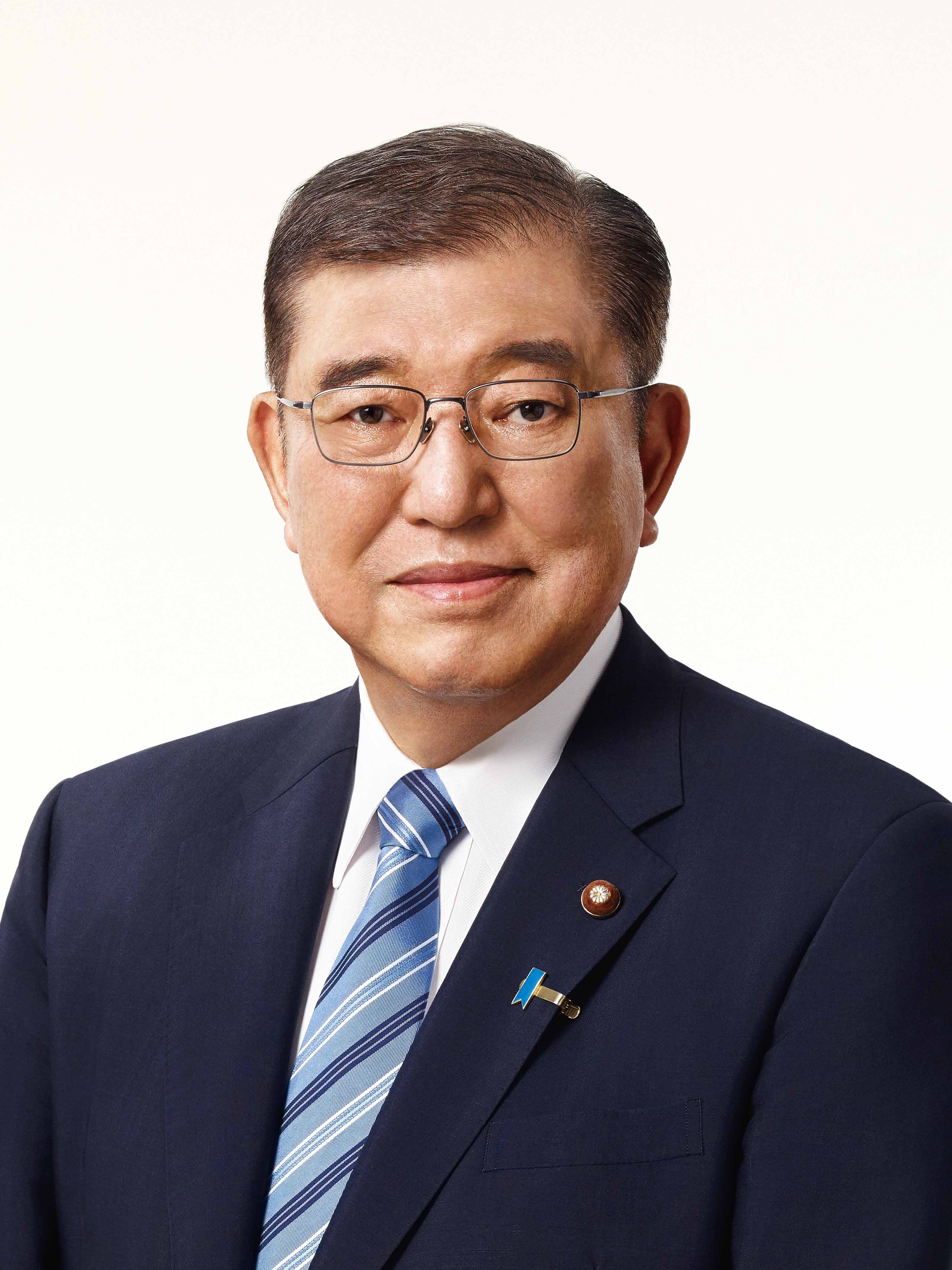
JPN Ісіба Сіґеру, Прем'єр-міністр
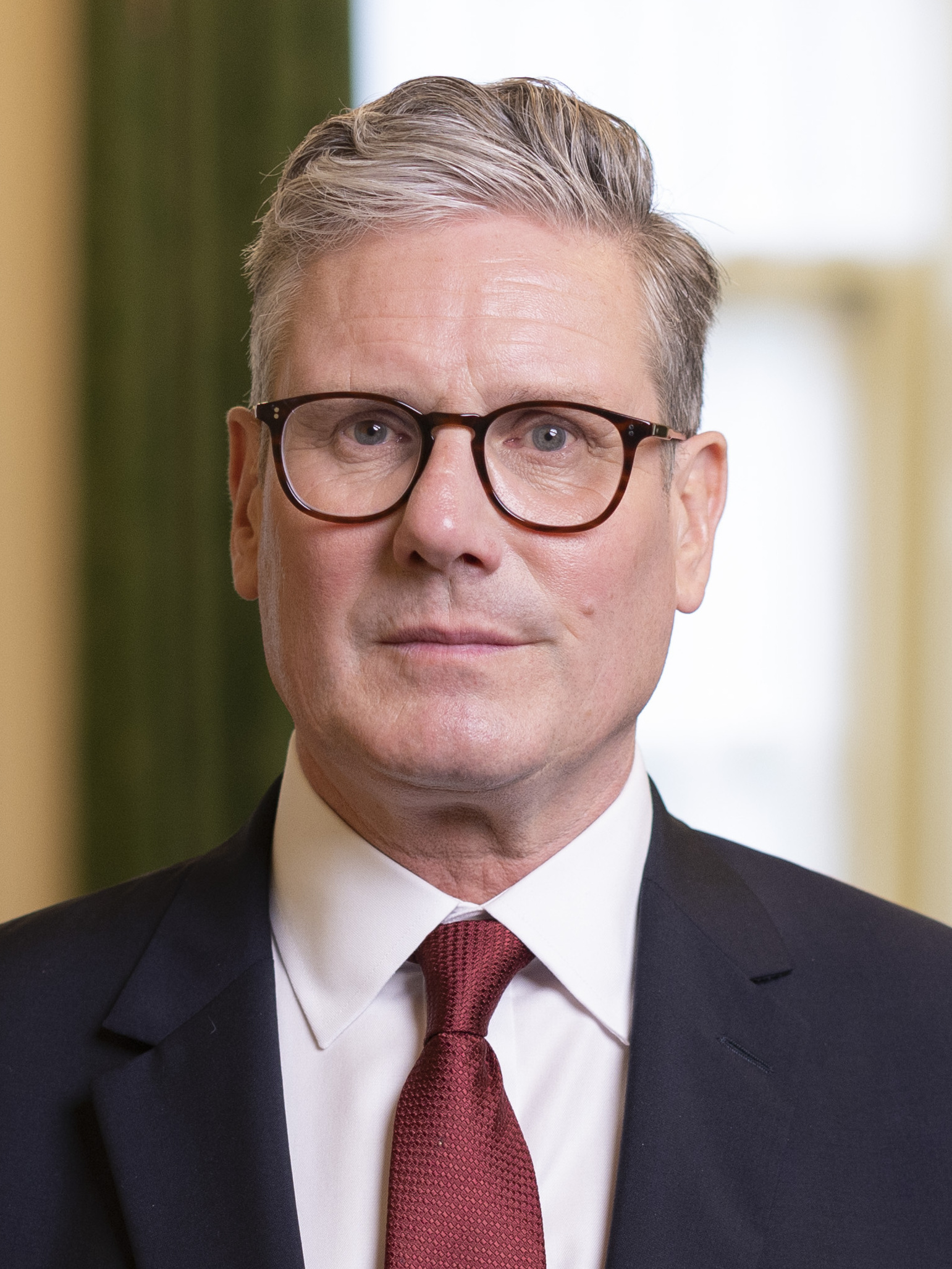
GBR Кір Стармер, Прем'єр-міністр
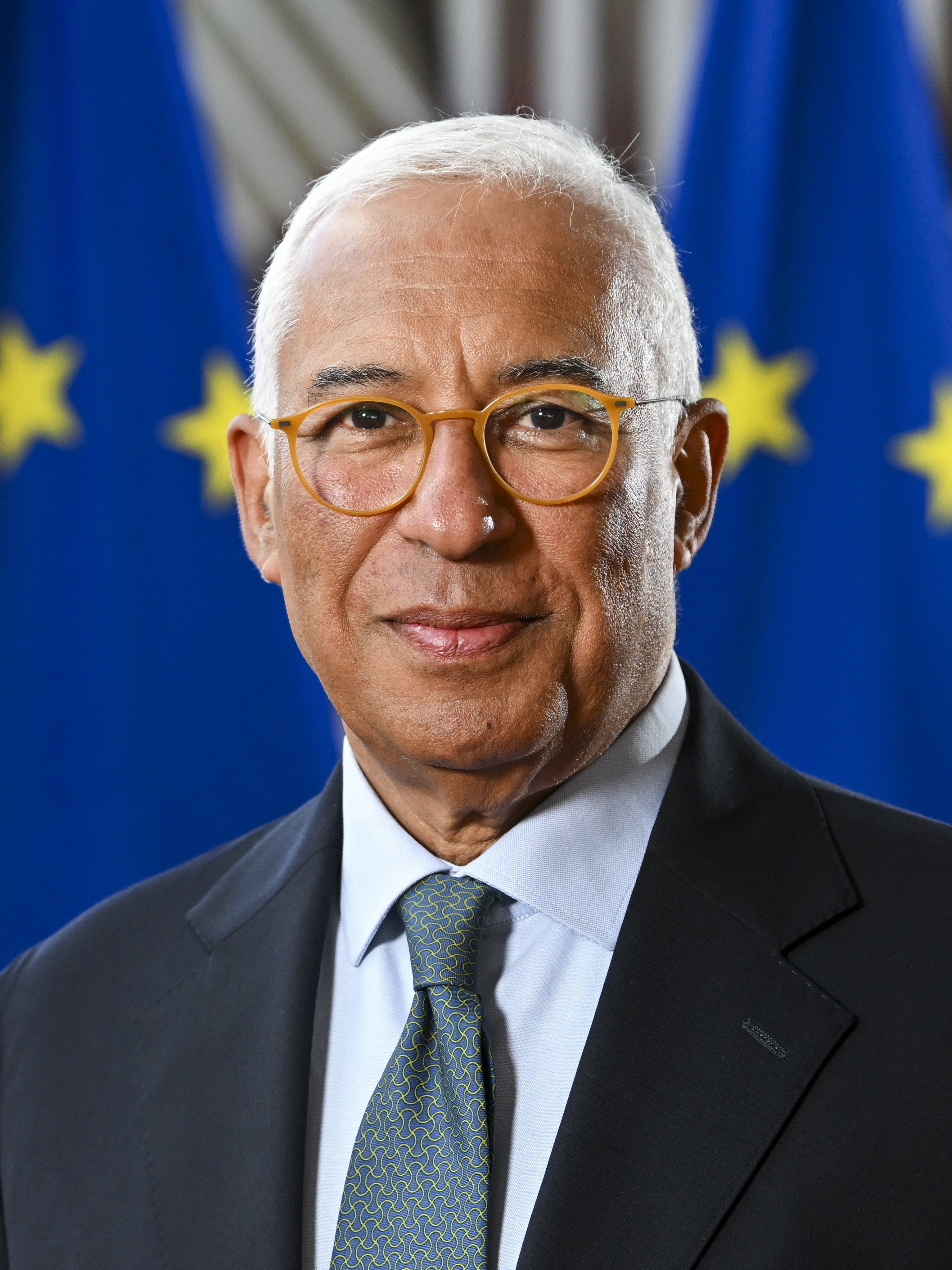
EUR Антоніу Кошта, Голова Європейської Ради
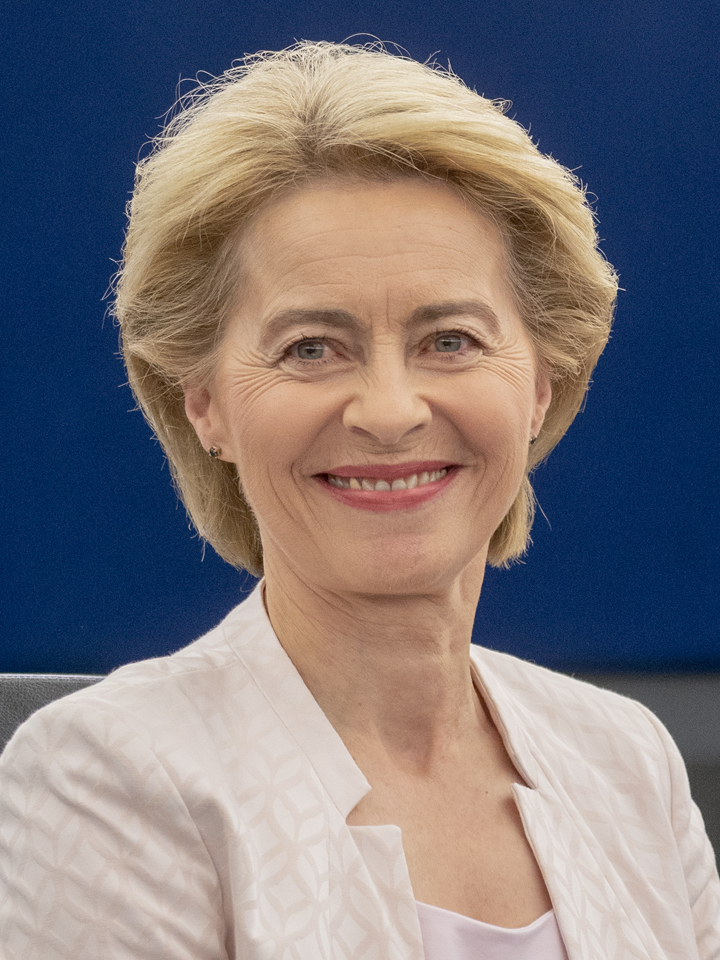
EUR Урсула фон дер Ляєн, Президент Європейської комісії
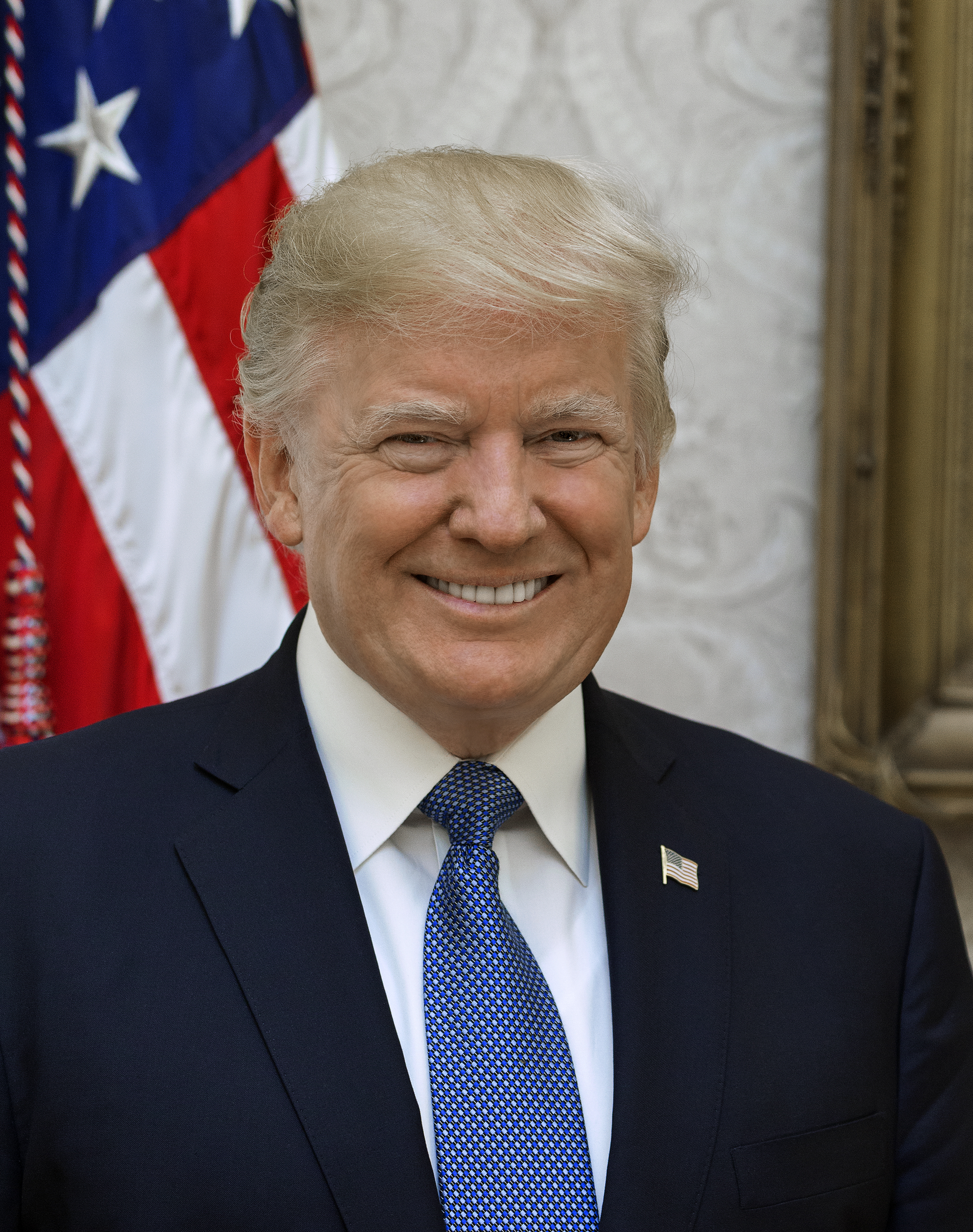
USA Дональд Трамп, Президент

- Канада 
Марк Карні, Прем'єр-міністр
- Франція 
Еммануель Макрон, Президент
- Німеччина 
Фрідріх Мерц, Канцлер
- Італія 
Джорджа Мелоні, Прем'єр-міністр
- Японія 
Ісіба Сіґеру, Прем'єр-міністр
- Велика Британія 
Кір Стармер, Прем'єр-міністр
- Європейський Союз 
Антоніу Кошта, Голова Європейської Ради
- Європейський Союз 
Урсула фон дер Ляєн, Президент Європейської комісії
- США 
Дональд Трамп, Президент

## Порівняльна статистика країн
| Країна            | Торгівля млн. USD (2014) | ВВП (номінал) млн. USD (2014) | ВВП (ПКС) млн. USD (2014) | ВВП (номінал) на душу USD (2014) | ВВП (ПКС) на душу USD (2014) | ІЛР (2015) | Населення (2014) | Рада Безпеки ООН | G7         | Комітет сприяння розвитку | ОЕСР       | Економічна класифікація (МВФ) |
| ----------------- | ------------------------ | ----------------------------- | ------------------------- | -------------------------------- | ---------------------------- | ---------- | ---------------- | ---------------- | ---------- | ------------------------- | ---------- | ----------------------------- |
| Канада            | 947,200                  | 1,788,717                     | 1,591,580                 | 50,398                           | 44,843                       | 0.913      | 35,467,000       | Ні               | Green tick | Green tick                | Green tick | Передова                      |
| Франція           | 1,212,300                | 2,846,889                     | 2,580,750                 | 44,538                           | 40,375                       | 0.888      | 63,951,000       | Green tick       | Green tick | Green tick                | Green tick | Передова                      |
| Німеччина         | 2,866,600                | 3,859,547                     | 3,721,551                 | 47,590                           | 45,888                       | 0.916      | 80,940,000       | Ні               | Green tick | Green tick                | Green tick | Передова                      |
| Італія            | 948,600                  | 2,147,952                     | 2,127,743                 | 35,823                           | 35,486                       | 0.873      | 59,960,000       | Ні               | Green tick | Green tick                | Green tick | Передова                      |
| Японія            | 1,522,400                | 4,616,335                     | 4,750,771                 | 36,332                           | 37,390                       | 0.891      | 127,061,000      | Ні               | Green tick | Green tick                | Green tick | Передова                      |
| Велика Британія   | 1,189,400                | 2,945,146                     | 2,548,889                 | 45,653                           | 39,511                       | 0.907      | 64,511,000       | Green tick       | Green tick | Green tick                | Green tick | Передова                      |
| США               | 3,944,000                | 17,418,925                    | 17,418,925                | 54,597                           | 54,597                       | 0.915      | 318,523,000      | Green tick       | Green tick | Green tick                | Green tick | Передова                      |
| Європейський Союз | 4,485,000                | 18,495,349                    | 18,526,477                | 36,638                           | 36,700                       | 0.865      | 505,570,700      | N/A              | N/A        | N/A                       | N/A        | N/A                           |

## Саміти
| №    | Дата                 | Країна проведення | Лідер країни проведення                                                                       | Місце проведення          | Зображення |
| ---- | -------------------- | ----------------- | --------------------------------------------------------------------------------------------- | ------------------------- | ---------- |
| 1-й  | 15–17 листопада 1975 | Франція           | Президент Валері Жискар д'Естен                                                               | Іль-де-Франс              |            |
| 2-й  | 27–28 червня 1976    | США               | Президент Джеральд Форд                                                                       | Дорадо, Пуерто-Рико       |            |
| 3-й  | 7–8 травня 1977      | Велика Британія   | Прем'єр-міністр Джеймс Каллаган                                                               | Даунінґ-стріт, 10, Лондон |            |
| 4-й  | 16–17 липня 1978     | Німеччина         | Канцлер Гельмут Шмідт                                                                         | Бонн                      |            |
| 5-й  | 28–29 червня 1979    | Японія            | Прем'єр-міністр Охіра Масайосі                                                                | Токіо                     |            |
| 6-й  | 22–23 червня 1980    | Італія            | Прем'єр-міністр Франческо Коссіґа                                                             | Венеція                   |            |
| 7-й  | 20–21 липня 1981     | Канада            | Прем'єр-міністр П'єр Трюдо                                                                    | Квебек                    |            |
| 8-й  | 4–6 червня 1982      | Франція           | Президент Франсуа Міттеран                                                                    | Версаль                   |            |
| 9-й  | 28–29 травня 1983    | США               | Президент Рональд Рейган                                                                      | Вільямсбург               |            |
| 10-й | 7–9 липня 1984       | Велика Британія   | Прем'єр-міністр Маргарет Тетчер                                                               | Лондон                    |            |
| 11-й | 2–4 травня 1985      | Німеччина         | Канцлер Гельмут Коль                                                                          | Бонн                      |            |
| 12-й | 4–6 травня 1986      | Японія            | Прем'єр-міністр Накасоне Ясухіро                                                              | Токіо                     |            |
| 13-й | 8–10 червня 1987     | Італія            | Прем'єр-міністр Амінторе Фанфані                                                              | Венеція                   |            |
| 14-й | 19–21 червня 1988    | Канада            | Прем'єр-міністр Браян Малруні                                                                 | Торонто                   |            |
| 15-й | 14–16 червня 1989    | Франція           | Президент Франсуа Міттеран                                                                    | Париж                     |            |
| 16-й | 19–11 липня 1990     | США               | Президент Джордж Герберт Вокер Буш                                                            | Х'юстон                   |            |
| 17-й | 15–17 липня 1991     | Велика Британія   | Прем'єр-міністр Джон Мейджор                                                                  | Лондон                    |            |
| 18-й | 6–8 липня 1992       | Німеччина         | Канцлер Гельмут Коль                                                                          | Мюнхен                    |            |
| 19-й | 6–9 липня 1993       | Японія            | Прем'єр-міністр Міядзава Кійті                                                                | Токіо                     |            |
| 20-й | 8–10 липня 1994      | Італія            | Прем'єр-міністр Сільвіо Берлусконі                                                            | Неаполь                   |            |
| 21-й | 15–17 червня 1995    | Канада            | Прем'єр-міністр Жан Кретьєн                                                                   | Галіфакс                  |            |
| 22-й | 27–29 червня 1996    | Франція           | Президент Жак Ширак                                                                           | Ліон                      |            |
| 23-й | 20–22 червня 1997    | США               | Президент Білл Клінтон                                                                        | Денвер                    |            |
| 24-й | 15–17 травня 1998    | Велика Британія   | Прем'єр-міністр Тоні Блер                                                                     | Бірмінгем                 |            |
| 25-й | 21–23 липня 1999     | Німеччина         | Канцлер Герхард Шредер                                                                        | Кельн                     |            |
| 26-й | 21–23 липня 2000     | Японія            | Прем'єр-міністр Морі Йосіро                                                                   | Наґо                      |            |
| 27-й | 20–22 липня 2001     | Італія            | Прем'єр-міністр Сільвіо Берлусконі                                                            | Генуя                     |            |
| 28-й | 26–27 червня 2002    | Канада            | Прем'єр-міністр Жан Кретьєн                                                                   | Альберта                  |            |
| 29-й | 1–3 червня 2003      | Франція           | Президент Жан Кретьєн                                                                         | Евіан                     |            |
| 30-й | 26–27 червня 2004    | США               | Президент Джордж Вокер Буш                                                                    | Джорджія                  |            |
| 31-й | 6–8 липня 2005       | Велика Британія   | Прем'єр-міністр Тоні Блер                                                                     | Единбург                  |            |
| 32-й | 15–17 липня 2006     | Росія             | Президент Володимир Путін                                                                     | Стрєльна                  |            |
| 33-й | 6–8 червня 2007      | Німеччина         | Канцлер Ангела Меркель                                                                        | Гайлігендамм              |            |
| 34-й | 7–9 липня 2008       | Японія            | Прем'єр-міністр Фукуда Ясуо                                                                   | Тояко                     |            |
| 35-й | 7–9 липня 2009       | Італія            | Прем'єр-міністр Сільвіо Берлусконі                                                            | Л'Аквіла                  |            |
| 36-й | 25–26 червня 2010    | Канада            | Прем'єр-міністр Стівен Гарпер                                                                 | Онтаріо                   |            |
| 37-й | 26–27 травня 2011    | Франція           | Президент Ніколя Саркозі                                                                      | Довіль                    |            |
| 38-й | 18–19 травня 2012    | США               | Президент Барак Обама                                                                         | Кемп-Девід                |            |
| 39-й | 17–18 червня 2013    | Велика Британія   | Прем'єр-міністр Девід Кемерон                                                                 | Лох-Ерн                   |            |
| 40-й | 4–5 червня 2014      | Бельгія           | Президент Європейської Комісії Жозе Мануел Баррозу Голова Європейської Ради Герман Ван Ромпей | Брюссель                  |            |
| 41-й | 7–8 червня 2015      | Німеччина         | Канцлер Ангела Меркель                                                                        | Замок Ельмау              |            |
| 42-й | 26–27 травня 2016    | Японія            | Прем'єр-міністр Шіндзо Абе                                                                    | Шіма                      |            |
| 43-й | 26–27 травня 2017    | Італія            | Прем'єр-міністр Паоло Джентілоні                                                              | Таорміна                  |            |
| 44-й | 8–9 червня 2018      | Канада            | Прем'єр-міністр Джастін Трюдо                                                                 | Квебек                    |            |
| 45-й | 24–26 серпня 2019    | Франція           | Президент Емманюель Макрон                                                                    | Біарриц                   |            |
| 46-й | скасовано            | США               | Президент Дональд Трамп                                                                       | Кемп-Девід                |            |
| 47-й | 11–13 червня 2021    | Велика Британія   | Прем'єр-міністр Борис Джонсон                                                                 | Сент-Айвз                 |            |
| 48-й | 26–28 червня 2022    | Німеччина         | Канцлер Олаф Шольц                                                                            | Замок Ельмау              |            |
| 49-й | 19–21 травня 2023    | Японія            | Прем'єр-міністр Фуміо Кішіда                                                                  | Хіросіма                  |            |
| 50-й | 13–15 червня 2024    | Італія            | Прем'єр-міністерка Італії Джорджа Мелоні                                                      | Фазано                    |            |
| 51-й | 2025                 | Канада            | Прем'єр-міністр Марк Карні                                                                    | Кананаскіс                |            |
| 52-й | 2026                 | Франція           |                                                                                               |                           |            |